# Dennisiomyces lanzonii
Dennisiomyces lanzonii är en svampart som beskrevs av Robich 1989. Dennisiomyces lanzonii ingår i släktet Dennisiomyces och familjen Tricholomataceae.   Inga underarter finns listade.